# ドクターデヴィアス
ドクターデヴィアス (Dr Devious) は競走馬・種牡馬。1992年のダービーステークス優勝馬である。半弟にシンコウキング（1997年高松宮杯）、甥にスズカフェニックス（2007年高松宮記念）がいる。

## 戦績
2歳となった1991年にイギリスでデビュー。短距離戦を中心に出走し、デューハーストステークスをコースレコードで勝つなど重賞2勝を挙げ2歳時から活躍を見せた。
3歳の初戦は2着。次走はアラジと共にアメリカ合衆国に遠征となった。自身初のダートレースとなるケンタッキーダービーに出走したが、7着と初めて連対を外すこととなった（アラジは8着）。
イギリスに帰国し、続けて英ダービーに出走。英2000ギニー、愛2000ギニーを勝利したロドリゴデトリアーノが1番人気となり、それに次ぐ2番人気に推された。レースでは先団に付けそのまま抜け出し、て2着セントジョヴァイトに2馬身差で快勝した。
次走のアイリッシュダービーでは1番人気に推されたが、前走で2着に負かしたセントジョヴァイトに12馬身差をつけられての2着に敗れた。その後インターナショナルステークスではロドリゴデトリアーノの4着に敗れたが、アイリッシュチャンピオンステークスでは直線での叩き合いの末、短頭差でセントジョヴァイトを抑えて勝利。これが生涯最後の勝利となった。凱旋門賞ではスボーティカの6着、ブリーダーズカップ・ターフではフレイズの4着。
その後ジャパンカップで来日。クエストフォーフェイムとともに、現役イギリスダービー馬として初めて日本の競馬に出走した。7番人気でトウカイテイオーの10着と大敗。そのまま引退となり、種牡馬になった。

## 競走成績
- 2歳時（6戦4勝）
  - デューハーストステークス（英G1）、ヴィンテージステークス（英G3）
- 3歳時（9戦2勝）
  - エプソムダービー（英G1）、アイリッシュチャンピオンステークス（愛G1）、2着 - アイリッシュダービー（愛G1）

## 種牡馬として
そのまま日本に輸入され、1993年当初から日本で種牡馬として供用となった。オーバーザウォール（福島記念）やロンドンブリッジ（桜花賞2着、優駿牝馬（オークス）優勝馬ダイワエルシエーロの母）らを輩出したが、後にイギリスに買い戻された。その後イタリアで供用馬として活躍。2006年、2007年と2連連続でリーディングサイアーに輝いた。
2018年3月、サルディーニャで死亡した。29歳没。この高齢でもなお現役種牡馬で、2017年には10頭の牝馬に種付けしていた。

### 主な産駒
- 1994年産
  - オーバーザウォール（福島記念）
  - ヴィクトリーバンク（道新杯）
- 1995年産
  - ロンドンブリッジ（ファンタジーステークス）
  - タケイチケントウ（小倉3歳ステークス）
- 1998年産
  - コリアーヒル（Collier Hill）-香港ヴァーズ（香港G1）、アイリッシュセントレジャー（愛G1）、カナディアンインターナショナルステークス（加G1）、ゲーリング賞独G2、ストックホルムカップ国際（瑞G3）2回
- 1999年産
  - デュカダトリ（リボー賞（伊G2））
  - ドックホリデー（ウィルロジャースステークス（米G3））
  - デヴィアスインディアン（クインシー賞（仏G3））
- 2000年産
  - デヴィアスボーイ（オークトゥリーダービー（米G2））
  - ホエアウィーレフトオフ（マッチメイカーステークス（米G3））
- 2001年産
  - キンナード（オペラ賞（仏G1））
- 2002年産
  - デイウォーカー（フュルシュテンベルクレネン（独G3））

### 母の父としての主な産駒
- ダイワエルシエーロ（優駿牝馬など）
- シャムディナン（セクレタリアトステークスなど）
- ビッグプラネット（アーリントンカップなど）
- コイウタ（ヴィクトリアマイルなど）[1]
- グレーターロンドン（中京記念）

## 血統表
| ドクターデヴィアスの血統クラリオン系（トウルビヨン系） / アウトブリード | ドクターデヴィアスの血統クラリオン系（トウルビヨン系） / アウトブリード | ドクターデヴィアスの血統クラリオン系（トウルビヨン系） / アウトブリード | （血統表の出典）  | （血統表の出典） |
| 父 Ahonoora 1975 栗毛                                                   | 父の父Lorenzaccio 1965 栗毛                                             | Klairon                                                                 | Clarion           | Clarion          |
| 父 Ahonoora 1975 栗毛                                                   | 父の父Lorenzaccio 1965 栗毛                                             | Klairon                                                                 | Kalmia            |                  |
| 父 Ahonoora 1975 栗毛                                                   | 父の父Lorenzaccio 1965 栗毛                                             | Phoenissa                                                               | The Phoenix       | The Phoenix      |
| 父 Ahonoora 1975 栗毛                                                   | 父の父Lorenzaccio 1965 栗毛                                             | Phoenissa                                                               | Erica Fragrans    |                  |
| 父 Ahonoora 1975 栗毛                                                   | 父の母Helen Nichols 1966 栗毛                                           | Martial                                                                 | Hill Gail         | Hill Gail        |
| 父 Ahonoora 1975 栗毛                                                   | 父の母Helen Nichols 1966 栗毛                                           | Martial                                                                 | Dicipliner        |                  |
| 父 Ahonoora 1975 栗毛                                                   | 父の母Helen Nichols 1966 栗毛                                           | Quaker Girl                                                             | Whistler          | Whistler         |
| 父 Ahonoora 1975 栗毛                                                   | 父の母Helen Nichols 1966 栗毛                                           | Quaker Girl                                                             | Mayflower         |                  |
| 母 Rose of Jericho 1984 鹿毛                                            | 母の父Alleged 1974 鹿毛                                                 | Hoist the Flag                                                          | Tom Rolfe         | Tom Rolfe        |
| 母 Rose of Jericho 1984 鹿毛                                            | 母の父Alleged 1974 鹿毛                                                 | Hoist the Flag                                                          | Wavy Navy         |                  |
| 母 Rose of Jericho 1984 鹿毛                                            | 母の父Alleged 1974 鹿毛                                                 | Princess Pout                                                           | Prince John       | Prince John      |
| 母 Rose of Jericho 1984 鹿毛                                            | 母の父Alleged 1974 鹿毛                                                 | Princess Pout                                                           | Determined Lady   |                  |
| 母 Rose of Jericho 1984 鹿毛                                            | 母の母Rose Red 1979 栗毛                                                | Northern Dancer                                                         | Nearctic          | Nearctic         |
| 母 Rose of Jericho 1984 鹿毛                                            | 母の母Rose Red 1979 栗毛                                                | Northern Dancer                                                         | Natalma           |                  |
| 母 Rose of Jericho 1984 鹿毛                                            | 母の母Rose Red 1979 栗毛                                                | Cambrinne                                                               | Sicambre          | Sicambre         |
| 母 Rose of Jericho 1984 鹿毛                                            | 母の母Rose Red 1979 栗毛                                                | Cambrinne                                                               | Torbella F-No.1-t |                  |